# Бурыкина, Елена Ивановна
Елена Ивановна Бурыкина (род. 7 мая 1972 года, Тольятти) — российская бегунья на средние и длинные дистанции. Мастер спорта России международного класса (2003). Победитель Дублинского марафона 2004 года. Победитель чемпионата России 2004 года в беге по шоссе на 10 км. Бронзовый призёр чемпионата мира по полумарафону в Нью-Дели (Индия) в командном зачете 2004 года. Бронзовый призёр Роттердамского марафона 2005 года. 
С 1994г по 1998г тренировалась у тренера Солнцев, Виктор Петрович (г.Тольятти), с 1999г по 2006 у тренера Родченкова, Марина Михайловна (г.Москва)

## Биография
В 1994 году окончила отделение физического воспитания Тольяттинского филиала Самарского государственного педагогического института.
В 1999—2005 годах была членом сборной команды России по лёгкой атлетике.
Является тренером международной частной спортивной школы по циклическим видам спорта I Love Supersport.